# Lisa Hartman Black
Lisa Hartman Black (Houston, Texas, 1 de junio de 1956) es una actriz y cantante estadounidense. Su primer papel importante ocurrió en la serie de televisión de 1982 Knots Landing, interpretando el papel de Ciji Dunne. Entre 1976 y 1987 grabó cuatro álbumes como solista para Kirshner Records. Interpretó su canción "If Love Must Go" en importantes programas de televisión como Solid Gold y The Merv Griffin Show.

## Discografía
| Título              | Detalles                                      |
| ------------------- | --------------------------------------------- |
| Lisa Hartman        | - Lanzamiento: 1976 - Sello: Kirshner Records |
| Hold On             | - Lanzamiento: 1979 - Sello: Kirshner Records |
| Letterock           | - Lanzamiento: 1982 - Sello: RCA Records      |
| Lisa Hartman        | - Lanzamiento: 1983 - Sello: RCA Records      |
| 'Til My Heart Stops | - Lanzamiento: 1987 - Sello: Atlantic Records |

## Filmografía

### Cine y televisión
- Murder at the World Series (1977) – Stewardess
- Tabitha (1977–78) – Tabitha Stephens
- La isla de la fantasía (1978) – Mary Hoyt
- Vega$ – "Shadow on a Star" (1979) – Diana Payne
- Hot Stuff: The Lisa Hartman Show (1979)
- The Great American Traffic Jam (1980) – Nikki
- Where the Ladies Go (1980) – Crystal
- Magic on Love Island (1980) – Crystal Kramer
- Just Tell Me You Love Me (1980) – Julie
- Jacqueline Susann's Valley of the Dolls (1981) – Neely O'Hara
- Deadly Blessing (1981) – Faith Stohler
- Knots Landing (1982–1986) – Ciji Dunne
- T. J. Hooker – "The Witness" (1982) – Allison Baker
- Where the Boys Are '84 (1984) – Jennie
- Beverly Hills Cowgirl Blues (1985) – Amanda Ryder
- The 17th Bride (1985) – Liza
- Student Exchange (1987)
- Roses Are for the Rich (1987) – Autumn McAvin Norton Corbett Osborne
- Matlock – "The Ambassador: Part 1 & 2" (1988) – Shelby Russell
- Full Exposure: The Sex Tapes Scandal (1989) – Sarah Dutton
- The Take (1990) – Delaney
- The Operation (1990) – Laura Parks
- The Return of Eliot Ness (1991) – Madeline Whitfield
- Red Wind (1991) – Kris Morrow
- Fire: Trapped on the 37th Floor (1991) – Susan Lowell
- Not of This World (1991) – Linda Fletcher
- Bare Essentials (1991) – Sydney Wayne
- 2000 Malibu Road (1992) – Jade O Keefe
- Falsely Accused (1993) – Laurie Samuels
- Someone Else's Child (1994) – Cory Maddox
- Search for Grace (1994) – Ivy
- Dazzle (1995) – Juanita 'Jazz' Kilkullen
- Have You Seen My Son (1996) – Lael Pritcher
- Out of Nowhere (1997) – Lauren Carlton
- Still Holding On: The Legend of Cadillac Jack (1998) – Ponder Favor
- Back to You and Me (2005) – Sydney 'Syd' Ludwick
- Flicka: Country Pride (2012) – Lindy